# سیارک ۸۷۸۷
سیارک ۸۷۸۷ (به انگلیسی: 8787 Ignatenko، نامگذاری:1978TL4) هشت هزار و هفتصد و هشتاد و هفتمین سیارک کشف شده‌است که در ۴ اکتبر ۱۹۷۸ کشف شد.
قدر مطلق سیارک برابر ۱۲٫۴۰ است.